# گاوین مک‌گاون
گاوین مک‌گاون (انگلیسی: Gavin McGowan؛ زادهٔ ۱۶ ژانویهٔ ۱۹۷۶) بازیکن فوتبال اهل بریتانیا است.
از باشگاه‌هایی که در آن بازی کرده‌است می‌توان به باشگاه فوتبال لوتون تاون، باشگاه فوتبال آرسنال، و باشگاه فوتبال لوتون تاون اشاره کرد.